# Lena Nyman
Anna Lena Elisabet Nyman, conhecida como Lena Nyman (Estocolmo, 23 de maio de 1944 - Estocolmo, 4 de fevereiro de 2011), foi uma atriz de teatro e cinema sueca.
 

Seu primeiro filme no cinema foi em 1955 e atuou em várias produções dos cineastas Vilgot Sjöman e Ingmar Bergman.

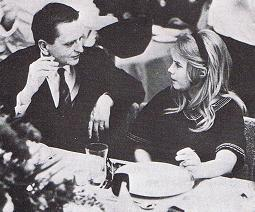
Lena Nyman e o primeiro-ministro Olof Palme

## Filmes
Lena Nyman teve o seu primeiro grande sucesso em 1967, com Jag är nyfiken gul de Vilgot Sjöman.
- 1955 - Farligt löfte
- 1967 - Jag är nyfiken – gul
- 1968 - Jag är nyfiken – blå
- 1975 - Släpp fångarne loss, det är vår!
- 1978 - Höstsonaten
- 1984 - Ronja Rövardotter